# Andreas Schultz (fodboldspiller)
 Der er flere personer med dette navn, se Andreas Schultz (politiker).
Andreas Schultz (født 8. februar 1986) er en dansk fodboldspiller, der senest spillede i FC Vestsjælland som han forlod i 2011. Andreas Schultz er midtforsvarer og har tidligere været i AGF's førsteholdstrup. Han fik sin debut på førsteholdet i en kamp mod Herfølge Boldklub den 25. oktober 2006.
Tidligere har Andreas Schultz spillet i følgende klubber: Randers FC, Randers Freja og IF Midtdjurs.